# Шиликты (курганы)
Могильник Шиликты (каз. Шілікті қорымы) — раннесакские курганы, расположенные в Зайсанском районе Восточно-Казахстанской области, в долине, окружённой хребтами Тарбагатай, Сауыр, Манырак, в 100 км южнее озера Зайсан.
В Центральном и Восточном Казахстане известны сходные могильники Талды, Майэмир и другие.

## Исследование и защита
В начале XX века памятники Шиликтинской долины обследовал гидротехник из Семипалатинска Г. Н. Бокий. Планомерное исследование курганов началось в середине — второй половине XX века. Восточно-Казахстанская экспедиция ЛО ИА СССР под руководством С. С. Черникова в 1949 году провела археологическую разведку, а затем раскопки кургана № 7 при участии сотрудников Центрального музея Казахстана и ИИАЭ АН КазССР. В 1960 году были исследованы курганы № 3, 4, 5; в начале 1970-х годов — № 35, 2а, 10.
В 1982 году могильник Шиликты был включён в список памятников истории и культуры республиканского значения и взят под охрану государства.
Археологические исследования памятников Шиликты были возобновлены в 2003 году археологической экспедицией КазНУ имени аль-Фараби под руководством А. Т. Толеубаева раскопками отдельных курганов могильников Шиликты-1, 2, 3.

## Описание
Всего выявлено более 200 курганов эпохи ранних кочевников, включая 50 — «царских», диаметром до 100 м при высоте 8-10 м. Около 120 курганов сосредоточены в центре долины, на участке размерами около 1×6 км.
Курган № 5 (диаметр 66 м, высота 6 м), материалы которого получили наибольшую известность, был обследован в 1960 году. Курган представлял собой прямоугольную конструкцию из брёвен лиственницы, зазоры между которыми были заполнены камнем. Сооружение размером 4,8×4,6 м и высотой 1,2 м было заглублено в грунт на 1 м. С восточной стороны находился дромос. По основанию курган был ограждён кольцом из трёх рядов крупного камня. Несмотря на то, что курган был разграблен в древности, в нём были найдены образцы золотых изделий, выполненных в традициях скифо-сибирского «звериного стиля» — 535 золотых предметов. Среди них бляшки в виде оленей с подогнутыми ногами, украшавшие колчан; контурные фигурки орлов с повёрнутой назад головой; свернувшиеся в кольцо кошачьи хищники; вырезанные из фольги фигурки кабанов и рыбы, декорированной вставками бирюзы и зернью; бляшки в виде птицы с распростёртыми крыльями и др. С остатками колчана выявлено 13 бронзовых наконечников стрел.